# Lake Butler
Lake Butler è una città degli Stati Uniti d'America, situata in Florida, nella Contea di Union, della quale è il capoluogo.